# Bae Hyun-sung
Bae Hyun-sung (en hangul, 배현성; nacido el 3 de mayo de 1998) es un actor surcoreano.

## Carrera
Es miembro de la agencia "Awesome Entertainment" (어썸이엔티).
En el 2018 apareció en la serie What's Wrong with Secretary Kim?, donde interpretó al nuevo interno en "Holding Yumyung".
En 20 de octubre del 2017 se unió al elenco principal de la tercera temporada de la Serie web de Naver TV Love Playlist 3, donde dio vida a Park Ha-neul, un estudiante de administración de empresas y el mejor amigo de Jeong Pu-reum (Park Shi-an), hasta el final de la serie el 25 de octubre del mismo año.
En 2019 apareció en el segundo episodio del especial de Love Playlist: "Pu Reum's Vlog". 
El 22 de junio del mismo año regresó como Ha-neul durante la cuarta temporada de Love Playlist 4.
En octubre del 2019 se unió al elenco recurrente de la serie Extraordinary You (también conocida como "A Day Found by Chance") donde interpretó a Baek Joon-hyeon, el hermanastro de Baek Kyung (Lee Jae-wook).
En marzo del 2020 se unió al elenco recurrente de la serie Pasillos de hospital, donde dio vida al estudiante de medicina Jang Hong-do, quien se encuentra en su tercer año en el hospital Yulje Medical Center, donde trabaja junto a su hermana gemela Jang Yoon-bok (Cho Yi-hyun), hasta el final de la serie el 16 de septiembre de 2021.
El 26 de febrero de 2021 se unió al elenco principal del spin-off de Love PlayList, Dear.M donde vuelve a interpretar a Park Ha-neul.
En junio del mismo año se uniría al elenco de la serie Nuestro horizonte azul. En ella interpreta el personaje de Jung-hyun, un estudiante modelo de secundaria de 18 años, nacido en la isla de Jeju. En ese año también participaría en la serie Gaus Electronics, dándole vida al personaje de Baek Ma-tan.
En junio del 2023 obtendría el rol coprotagónico en la serie Hermanos milagrosos junto al actor Jung Woo, donde interpreta a Kang San, un joven que ha perdido la memoria y que posee la habilidad de sentir el dolor y la desesperación de los demás.
En el 2024 se uniría al elenco principal de la segunda temporada de El monstruo de la vieja Seúl encarnando por primera vez el papel de un villano, Seung-jo, un joven de habilidades sobrehumanas con un crudo pasado que se encargará de entorpecer los planes de los protagonistas.  Más tarde, a finales de ese mismo año, obtendría un nuevo rol protagonista en la serie Familia por elección junto a Hwang In-yeop y Jung Chae-yeon, una adaptación coreana del drama chino Go Ahead, encarnando al personaje de Kang Hae-jun, un estudiante apasionado del baloncesto que termina viviendo con una familia que no es la suya tras el abandono de su madre. La buena química entre los tres protagonistas, tanto dentro como fuera de la pantalla, lograron que esta serie recibiera críticas muy positivas por parte de la audiencia.
Ese mismo año haría varios cameos: en el primer episodio de Love Your Enemy, en la segunda temporada de Rumbo al infierno, y posteriormente, en el 2025, regresaría como Jang Hong-do en el episodio 6 del spin-off Manual para residentes.
A principios del 2025 se confirmó que formaría parte del elenco principal del nuevo drama CEO Shin's Project junto a Han Suk-kyu y Lee Re donde encarnará al personaje de Jo Phillip, un estudiante de abogacía que acaba trabajando en un restaurante de pollo frito.

## Filmografía

### Series de televisión
| Año  | Título                           | Personaje             | Notas                      | Ref.          |
| ---- | -------------------------------- | --------------------- | -------------------------- | ------------- |
| 2018 | Love Playlist 3                  | Park Ha-neul          | Serie web, 12 episodios    |               |
| 2018 | What's Wrong with Secretary Kim? | Interno               | 4 episodios                |               |
| 2019 | Special: Pu Reum's Vlog          | Park Ha-neul          | Serie web                  |               |
| 2019 | Love Playlist 4                  | Park Ha-neul          | Serie web, 4 episodios     |               |
| 2019 | Extraordinary You                | Baek Jun-hyun         | 5 episodios                |               |
| 2020 | Ending Again                     | Estudiante            | Serie web, ep. 2           |               |
| 2020 | Pasillos de hospital             | Dr. Jang Hong-do      |                            |               |
| 2021 | Pasillos de hospital 2           | Dr. Jang Hong-do      |                            |               |
| 2021 | Dear.M                           | Park Ha-neul          |                            | [ 20 ]        |
| 2022 | Nuestro horizonte azul           | Baek Jung-hyun        |                            | [ 14 ] [ 21 ] |
| 2022 | Gaus Electronics                 | Baek Ma-tan           | Serie web                  | [ 22 ]        |
| 2023 | Hermanos milagrosos              | Lee Kang-san          | 14 episodios               | [ 23 ] [ 24 ] |
| 2024 | Familia por elección             | Kang Hae-joon         | 16 episodios               | [ 25 ] [ 26 ] |
| 2024 | El monstruo de la vieja Seul     | Seung-jo              | 17 episodios               |               |
| 2024 | Rumbo al infierno                | Park Eun‑yul (adulto) | Aparición especial, ep. 12 |               |
| 2024 | Love Your Enemy                  | Yoon Jae-ho (joven)   | Aparición especial, ep. 1  | [ 27 ]        |
| 2025 | Manual para residentes           | Dr. Jang Hong-do      | Aparición especial, ep. 6  | [ 28 ]        |

### Películas
| Año  | Título                    | Personaje | Notas                                                                       |
| ---- | ------------------------- | --------- | --------------------------------------------------------------------------- |
| 2019 | The Most Ordinary Romance | Empleado  | junto a Kim Rae-won, Gong Hyo-jin, Kang Ki-young, Ji Il-joo y Jung Woong-in |
| 2019 | The Divine Fury           | Hyun-sung | junto a Park Seo-joon, Woo Do-hwan y Ahn Sung-ki                            |

### Aparición en videos musicales
| Año  | Artistas                   | Canción                | Notas                          | Ref.   |
| ---- | -------------------------- | ---------------------- | ------------------------------ | ------ |
| 2019 | Kim Jae-hwan & Stella Jang | "Vacance in September" | junto a Lee Na-eun y Yang Pang | [ 29 ] |
| 2019 | LeeWoo ft. Haebin          | "Today of the Past"    |                                | [ 30 ] |

## Premios y nominaciones
| Año  | Premio                        | Categoría              | Candidato                      | Resultado | Ref.          |
| ---- | ----------------------------- | ---------------------- | ------------------------------ | --------- | ------------- |
| 2022 | 13.º Korea Drama              | Mejor actor revelación | Nuestro horizonte azul         | Nominado  | [ 31 ] [ 32 ] |
| 2023 | 14.º Korea Drama              | Estrella global        | Hermanos milagrosos            | Ganador   | [ 33 ]        |
| 2025 | Korea First Brand Awards      | Mejor actor revelación |                                | Ganador   |               |
| 2025 | 4th Blue Dragon Series Awards | Mejor actor revelación | El Monstruo de la vieja Seúl 2 | Nominado  |               |